# OBX Index
De OBX Index is de aandelenindex van de Noorse effectenbeurs Euronext Oslo Børs. Het bevat 25 aandelen en de samenstelling vindt plaats op basis van free float marktkapitalisatie en het handelsvolume. De index wordt gebruikt als onderliggende waarde voor gestructureerde producten, futures en exchange-traded funds.

## Berekening
In de OBX Index zijn de 25 meest verhandelde aandelen op de Euronext Oslo Børs opgenomen. Hiervoor wordt de handelsomzet van de zes maanden genomen voor de twee jaarlijkse herziening van de samenstelling in juni en december. Bij de herziening wordt het gewicht van het grootste bedrijf gemaximeerd op 30%.

## Samenstelling
In juni 2024 waren de drie bedrijven met het grootste gewicht in de index Equinor met een gewicht van 14,9%, DNB Bank (10,1%) en Kongsberg Gruppen (7,3%). De top tien bedrijven maken tezamen meer dan 70% van het gewicht van de index uit. De energiesector vertegenwoordigt ruim een kwart van de index. De financiële sector staat op de derde plaats met een gewicht van 17%, net na de kapitaalgoederensector (19%).
| Jaar | Gross return | Price return |
| ---- | ------------ | ------------ |
| 2019 | 14,06%       | 9,39%        |
| 2020 | 1,84%        | -1,66%       |
| 2021 | 24,42%       | 20,08%       |
| 2022 | 2,00%        |              |
| 2023 | 9,53%        |              |